# Diphenoxylat
Diphenoxylat ist ein Opioidrezeptor-Agonist mit peristaltikhemmender Wirkung und wird als Arzneistoff zur Behandlung von Durchfall (Diarrhoe) eingesetzt.

## Klinik
Diphenoxylat und sein Hauptmetabolit Difenoxin (die freie Carbonsäure) enthalten Strukturelemente der Methadon- und Pethidin-Reihe. Als Opioide besitzen sie – insbesondere in hohen Dosen oder bei der Langzeit-Behandlung – ein Suchtpotential. Aus diesem Grund wurde eine pharmakologische Strategie entwickelt und das Arzneimittel mit Atropin-Sulfat kombiniert. Die anticholinerge Wirkung von Atropin führt zu Schwäche und Übelkeit, wenn die Standard-Dosis überschritten wird. Trotz der strukturellen Ähnlichkeit ist dieser Zusatz bei Loperamid nicht erforderlich, da es nicht in das Zentralnervensystem (ZNS) gelangt.

## Pharmakologie
Die peristaltikhemmende Wirkung von Diphenoxylat und seinem Metaboliten Difenoxin beruht auf ihrer Reaktion mit den Opioidrezeptoren des Darms. Daneben findet sich ein Hydroxylierungsprodukt, welches teilweise als Konjugat ausgeschieden wird.
Diphenoxylat wird nach oraler Aufnahme rasch resorbiert, die Plasmahalbwertszeit beträgt 2,5 Stunden, die der freien Säure (Difenoxin) 4,4 Stunden. Es wird bevorzugt in den Faeces und zu ca. 10 % renal ausgeschieden.

## Recht
Diphenoxylat wurde 1959 als Antidiarrhoikum vom belgischen Pharmazieunternehmen  Janssen Pharmaceutica patentiert. Diphenoxylat ist als verkehrsfähige, aber nicht verschreibungsfähige Substanz im BtMG 1981 Anlage II (zu § 1 Abs. 1) gelistet. Eine Verschreibung ist möglich, sofern die Zubereitung nicht mehr als 0,25 % oder die abgeleitete Form nicht mehr als 2,5 mg Diphenoxylat enthält und (berechnet auf diese Menge) mindestens 1 % Atropinsulfat zugefügt sind.
- Schweiz: Diphenoxylat wird mit Inkrafttreten der revidierten Betäubungsmittelverordnung von Swissmedic[9] per 1. Dezember 2010 dem Betäubungsmittelgesetz[10] unterstellt.

## Handelsnamen
Tropergen (GB), Lomotil (USA), Diarsed (F), Reasec (Cz)

## Externe Links zu erwähnten Verbindungen
1. ↑  Externe Identifikatoren von bzw. Datenbank-Links zu Difenoxin:  CAS-Nr.: 28782-42-5, PubChem: 34328, ChemSpider: 31620, DrugBank: DBDB01501, Wikidata: Q5275251.